# Valerie Sutton
Pour les articles homonymes, voir Sutton.
Valerie Sutton est une danseuse et pédagogue américaine née le 22 février 1951. Elle est la créatrice du SignWriting, un système d'écriture des langues des signes répandu, ainsi que du DanceWriting.